# Pascal Fallmann
Pascal Armando Fallmann (* 7. November 2003 in St. Pölten) ist ein österreichischer Fußballspieler.

## Karriere

### Verein
Fallmann begann seine Karriere beim SKN St. Pölten. Im Februar 2012 wechselte er in die Jugend des SK Rapid Wien, bei dem er ab der Saison 2017/18 auch in der Akademie spielte.
Zur Saison 2020/21 rückte er in den Kader der zweiten Mannschaft von Rapid. Sein Debüt für diese in der 2. Liga gab er im September 2020, als er am ersten Spieltag jener Saison gegen den FC Liefering in der Halbzeitpause für Lukas Sulzbacher eingewechselt wurde.
Im April 2022 gab Fallmann bei seinem Kaderdebüt gegen den Wolfsberger AC sein Debüt für die erste Mannschaft Rapids in der Bundesliga. Dies blieb in der Saison 2021/22 sein einziger Ligaeinsatz, zusätzlich kam er noch zweimal im Europacup-Playoff zum Einsatz. In der Saison 2022/23 gehörte er zwar fest zum Bundesligakader, spielte aber ausschließlich für die Zweitligamannschaft.
Anfang Juli 2023 wurde er für die Saison 2023/24 nach Deutschland zum Drittligisten SC Freiburg II verliehen. Für Freiburg II absolvierte er 34 Partien in der 3. Liga, aus der er mit dem Team aber abstieg. Zur Saison 2024/25 verließ er Rapid endgültig und wechselte abermals in die dritte deutsche Liga, wo er beim FC Erzgebirge Aue einen bis 2026 laufenden Vertrag erhielt.

### Nationalmannschaft
Fallmann spielte im Oktober 2017 erstmals für eine österreichische Jugendnationalauswahl. Im September 2019 debütierte er gegen Rumänien für die U-17-Auswahl. Im Zuge Eliterunde, die als Qualifikation für die U-19-Europameisterschaft in Rumänien fungiert, gab er im März 2022 gegen Spanien sein Debüt im U-19-Team. Drei Tage später erhielt er gegen Dänemark seinen ersten Startelf-Einsatz für das U-19-Team und erzielte in diesem Spiel per Kopf seinen ersten Treffer für Österreich. Mit der U-19-Auswahl nahm er 2022 an der EM teil. Während des Turniers kam er zu in allen vier Partien zum Einsatz, mit Österreich schied er aber in der Gruppenphase aus und verpasste anschließend auch die Qualifikation für die WM.
Im September 2022 gab er gegen Montenegro sein Debüt für die U-21-Auswahl.

## Persönliches
Sein Vater Jochen (* 1979) war ebenfalls Fußballspieler.